# 早瀬太郎三郎
早瀬 太郎三郎（はやせ たろさぶろう、旧字体：早瀨 太郞三郞、前名：為治郎・為次郎、1884年〈明治17年〉3月4日 - 1968年〈昭和43年〉5月30日）は、日本の商人（質商）、大阪府多額納税者、資産家、地主、実業家。

## 経歴
大阪府大阪市東区横堀五丁目生まれ。早瀬太郎三郎の長男。大阪府立堂島中学校に入り、1902年に卒業、先代太郎三郎の病没により、家督を相続し、前名・為次郎を改め襲名した。1907年、早稲田大学商科卒業。1年志願兵となり、除隊後所有土地の経営に従う。
「今木屋」と称し、貸地業を営み、傍ら会社の重役であった。桐花興業社長、大阪土地協会会長、大神中央土地、木津川土地運河、八馬汽船各取締役、東北興業、九州石炭鉱業、早瀬塗料店、東洋ベアリング、呉羽紡績各監査役、早稲田大学評議員などをつとめた。

## 人物
貴族院多額納税者議員選挙の互選資格を有した。
趣味は謡曲、長唄、絵画、写真、邦楽、読書、スポーツ、旅行、打球、ゴルフ、謡曲、長唄、テニス。宗教は真宗。住所は兵庫県芦屋市山手町、大阪府大阪市東区横堀、同区瓦町。

## 家族・親族
早瀬家
早瀬家は屋号を「今木屋」と称し、その祖先は泉州の出である。初め材木商を営んでいたが、初代多兵衛の後、五代目太郎兵衛に至り、配偶として京都の濱島の娘を迎えて以来、家風が貴族的に変じ、為に商業を中断したが、六代目太郎兵衛に至り、再度材木問屋を開始し、以来数代を経て傍ら砂糖問屋、出版業、金貸業等を営み、太郎三郎に至り家業を廃し、大阪市政に関与し、府会議員、市会議員等に挙げられ、公共事業に尽くした。
- 父・太郎三郎（大阪平民）[15] - 42歳にて病没する[2]。
- 母・ツキ（1862年 - ?、大阪、深澤宗吉の二女）[3][15]
- 弟・太三（1892年 - ?、分家、桐花興業取締役）[14]
  - 同妻・郁子（1894年 - ?、大阪、浮田忠治郎の三女）[15]
- 妹・千代（大阪、木村松之助の妻）[9]
- 妻・喜美（1892年 - ?、兵庫、八馬兼介の姉[1][6]、八馬永蔵の長女[12]）
- 長男（1918年 - ?）[7]
- 長女・恵美（1912年 - ?、弘世正方の妻）[6][7]

親戚
- 妻の父・八馬永蔵（海運業、資産家、西宮肥料米穀社長）
- 妻の弟・三代八馬兼介（八馬財閥当主、八馬汽船相談役、神戸銀行頭取、貴族院議員、資産家）